# Rövidfarkú törpekaméleon
A rövidfarkú vagy tanzániai törpekaméleon (Rieppeleon brevicaudatus vagy Rhampholeon brevicaudatus) a hüllők (Reptilia) osztályának a pikkelyes hüllők (Squamata) rendjéhez, ezen belül a gyíkok (Sauria vagy Lacertilia) alrendjéhez, a leguánalakúak (Iguania) alrendágához és a kaméleonfélék (Chamaeleonidae) családjához tartozó faj. Rendszertani besorolása vitatott, néhány taxonómus a Rhampholeon nembe sorolja Rhampholeon brevicaudatus néven.
Előfordulási területe igen kicsi, Tanzánia északkeleti részének párás, örökzöld erdeire korlátozódik.
Főként 2 cm-nél kisebb élő rovarokkal és férgekkel táplálkozik.